# コロリョフ (モスクワ州)
座標: 北緯55度55分 東経37度49分 / 北緯55.917度 東経37.817度

コロリョフの市章

コロリョフ（ロシア語: Королёв、ラテン文字表記の例: Korolyov / Korolev）は、ロシアのモスクワ州にある都市。人口は22万8095人（2021年） 。ソ連およびロシアの宇宙開発において重要な役割を果たしてきた都市である。

## 地理

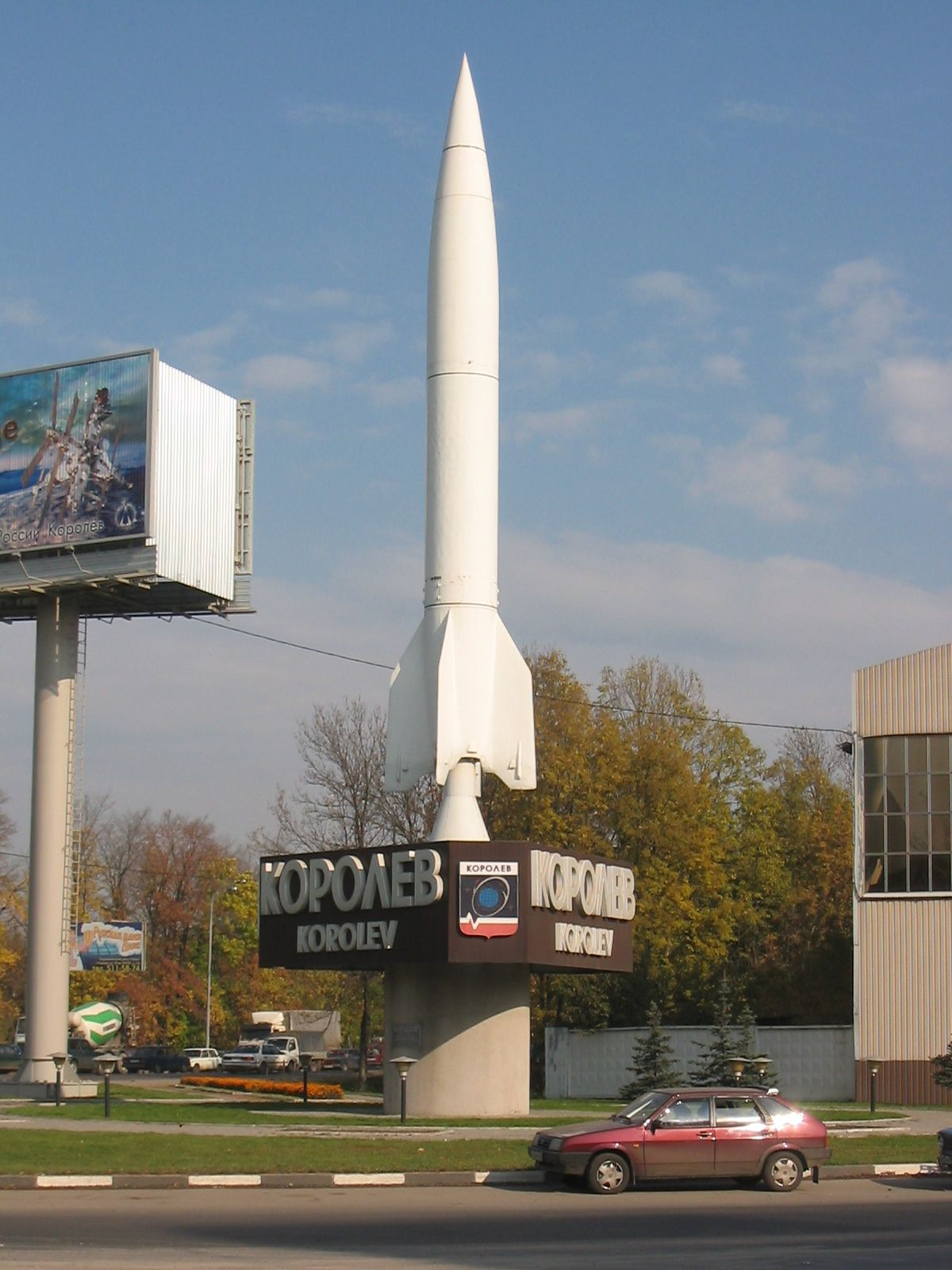
コロリョフ市のモニュメント

首都モスクワの中心からは23キロメートル北東、市境となるモスクワ環状道路（MKAD）からは7キロメートルほど北東に位置する。モスクワ市境とコロリョフやムィチシの町の間には、ロシヌイ・オストロフ国立公園（Лосиный Остров）の森が広がる。同国立公園の半分はコロリョフ市に属しており、市内の森林面積の多くを占める。
コロリョフはムィチシ市およびユビレイヌイ市に接しており、モスクワ州の近郊でも最大級の人口集積がある。その他、10キロから20キロ以内には、イヴァンチェエフカ、プーシキノ、シチョルコヴォ、バラシハなどの町がある。

## 歴史
コロリョフの位置には12世紀には東スラブ人が住み始め集落ができていた。この地はモスクワとウラジーミル・スーズダリ大公国の間の交易路上に位置していた。モンゴルのルーシ侵攻によりウラジーミル・スーズダリ大公国は打撃を受け、この地域も衰退していった。
18世紀になりロシアでも最初期の大きな繊維工場がこの地に建ち、リンネルや衣服を生産した。19世紀末にはモスクワからヤロスラヴリへ向かう鉄道が通り交通が便利になったため、ポドリプキ（Подлипки）という別荘（ダーチャ）の集落ができ始め、裕福なモスクワ市民が別荘を構えた。コンスタンチン・スタニスラフスキー、アントン・チェーホフ、ワレリー・ブリューソフ、ボリス・パステルナーク、アンナ・アフマートヴァ、イサーク・レヴィタン、パーヴェル・トレチャコフ、マリーナ・ツヴェターエワ、そしてウラジーミル・レーニンらが滞在している。1918年、この地にペトログラードから大砲工場が移転し、ロシア内戦の中で兵器生産を開始した。やがてこの工場がソビエト連邦の対戦車兵器や対空兵器の開発の中心地となった。

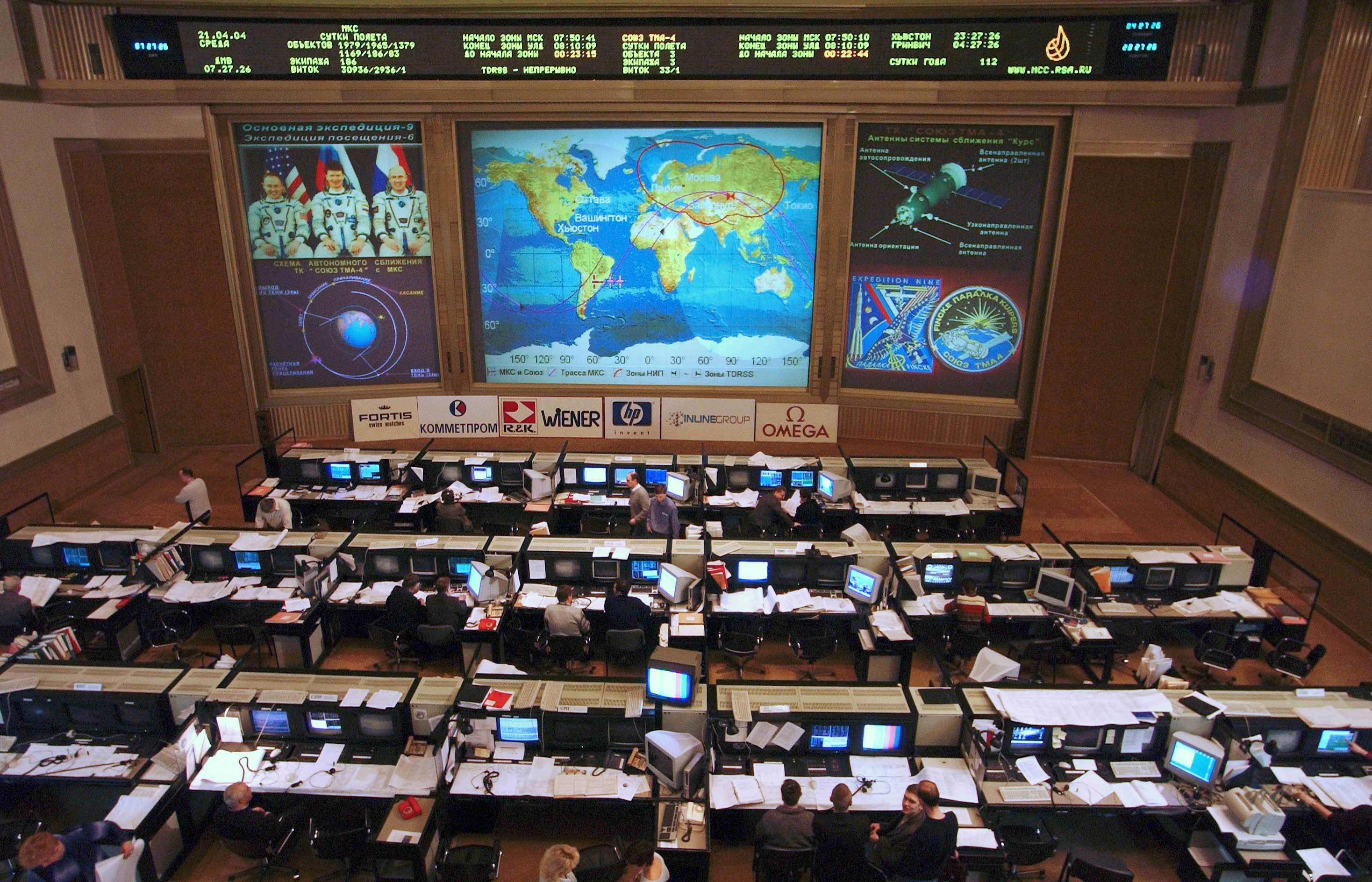
コロリョフ市にあるロシア連邦宇宙局のミッションコントロールセンター

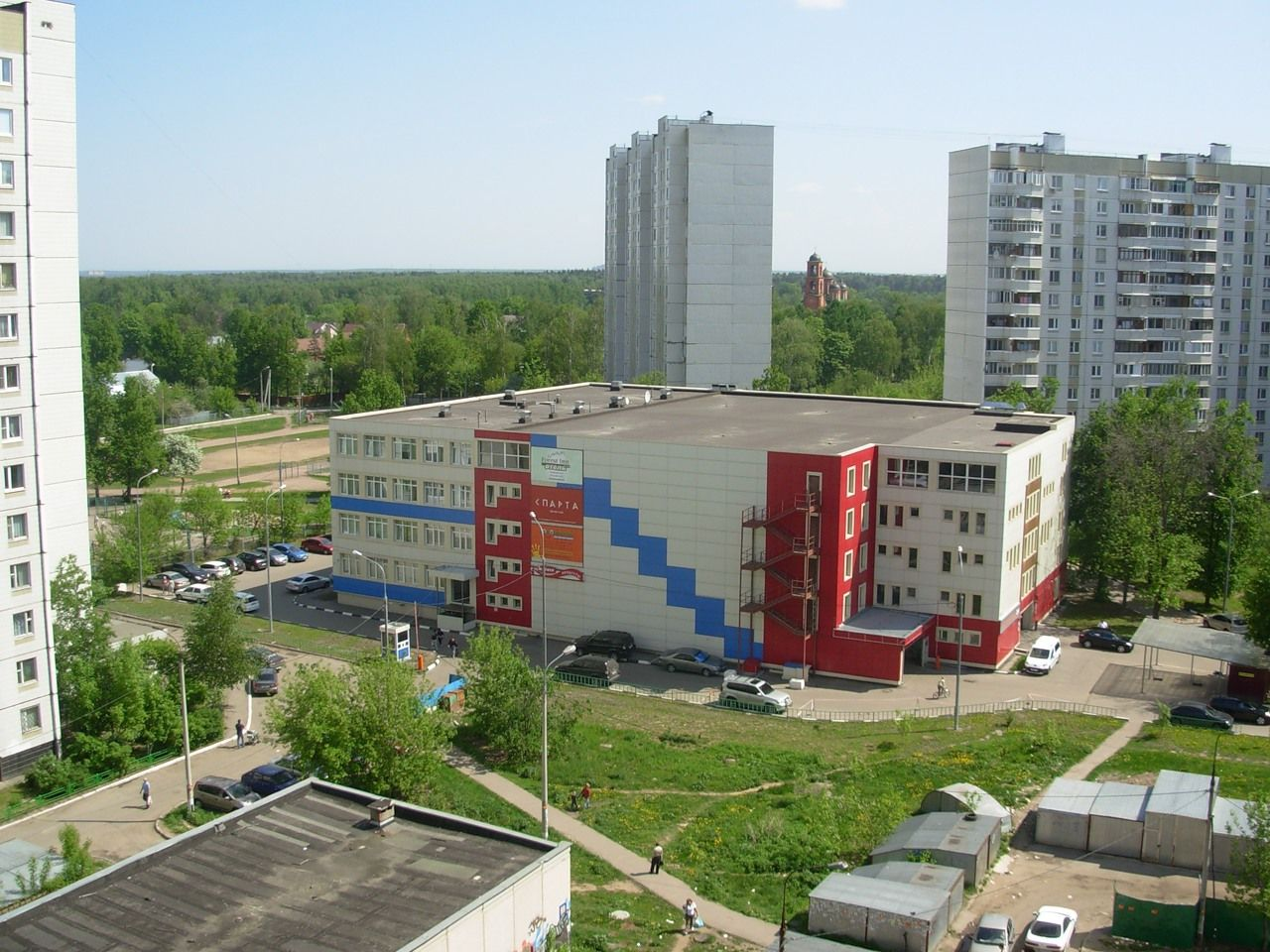
コロリョフ市の市街地

1924年、OGPU（統合国家政治局、後のゲーペーウー）による最初の労働コミューンがこの地に作られた。1928年には大砲工場の労働者の集落はミハイル・カリーニンにちなんでカリーニンスキーと名付けられ、1938年、市となりカリーニングラード（Калинингра́д）という名に改名された。
第二次世界大戦後の1946年、大砲工場はソ連の宇宙開発の指導的人物だった科学者セルゲイ・コロリョフの指揮により、打上げロケットや宇宙船の生産工場として再編成された。この工場は後にS.P.コロリョフ ロケット&スペース コーポレーション エネルギア（RKKエネルギア）となった。またミッションコントロールセンター「ツープ」も置かれた。
1996年7月、カリーニングラード市はコロリョフ（1966年没）を記念してコロリョフ市に改名した。2002年国勢調査の時点で142,568人と、モスクワ州でも7番目に大きな街だったが、郊外の住宅都市として人口は流入傾向にあり、2007年には人口は173,600人と、モスクワ州でも4番目に大きな街になった。

## 産業
市の最大の雇用主は航空宇宙・国防企業S.P.コロリョフ ロケット&スペース コーポレーション エネルギア（RKKエネルギア）である。宇宙関係や国防関係の企業や研究機関が集積しており、科学都市（ナウコグラード）に指定されている。その他の産業には製材業や包装業、繊維工業などがある。

## 交通
コロリョフへは、モスクワのヤロスラヴリ駅からエレクトリーチカ（近郊電車）が通っている。また周辺都市へのバスも運行している。

## 姉妹都市
- ジュコーフスキー、ロシア
- モスクワ、ロシア
- ヒムキ、ロシア
- バイコヌール、カザフスタン

## ギャラリー

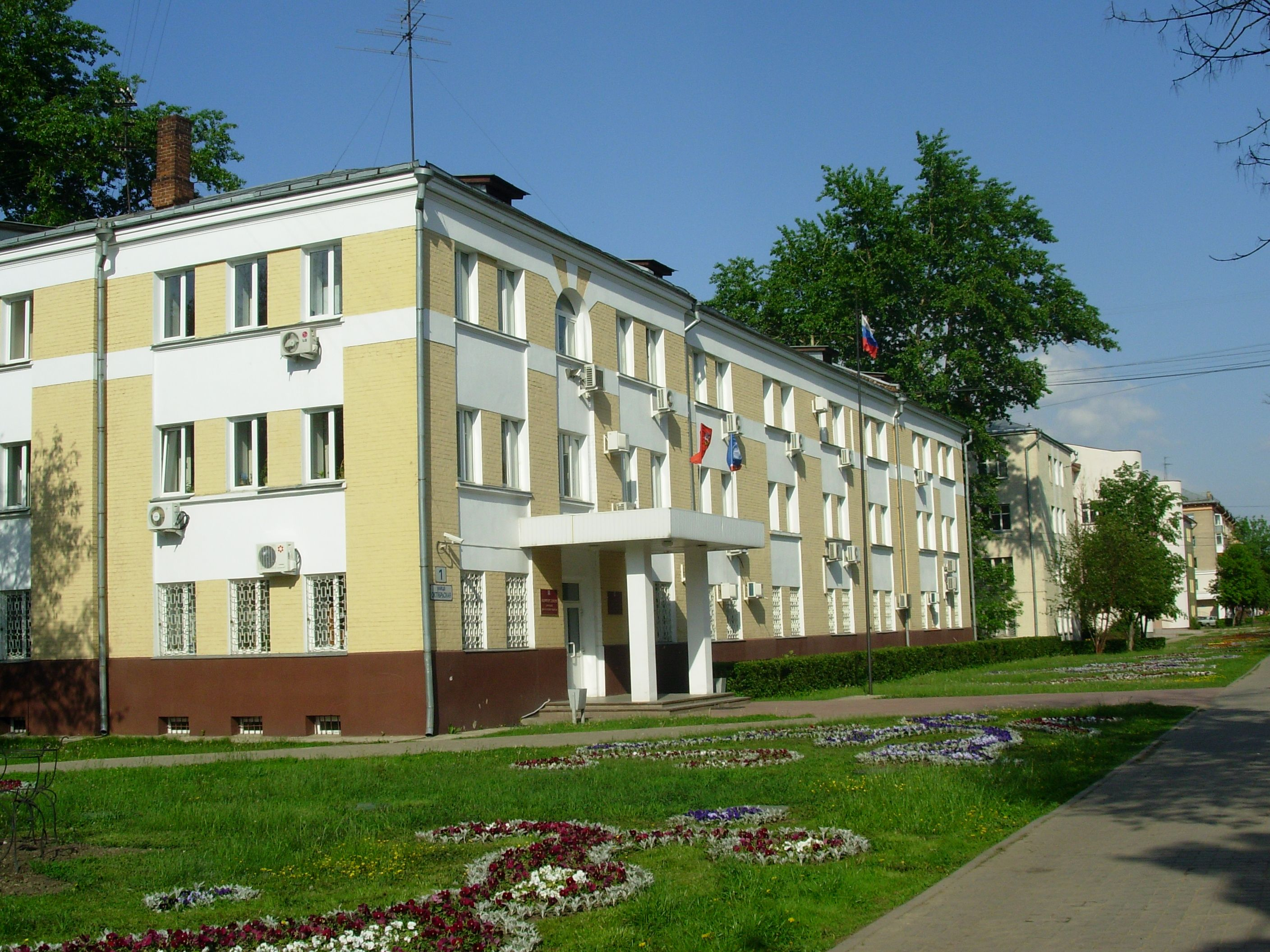
コロリョフ市庁舎
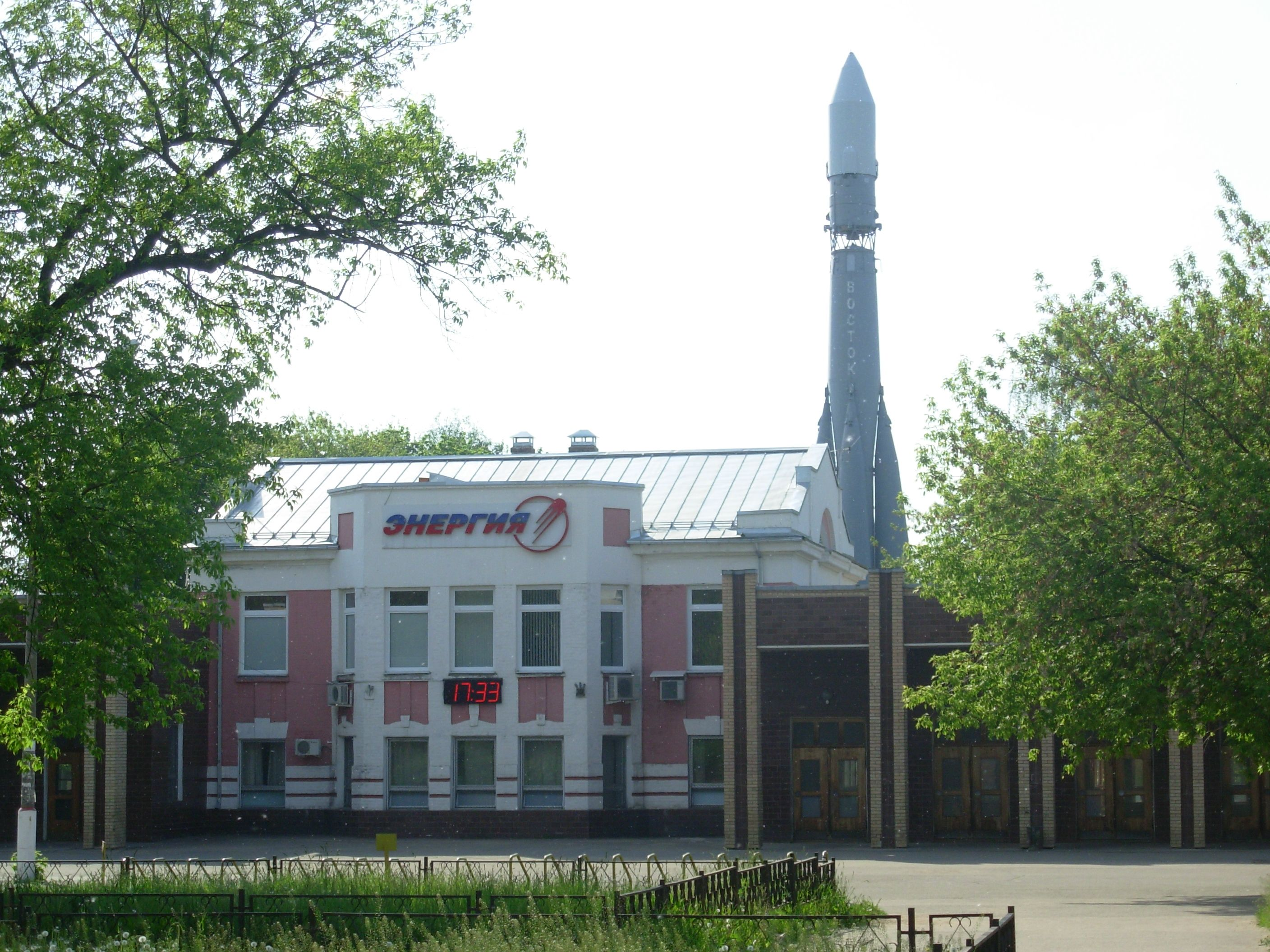
「エネルギア」社
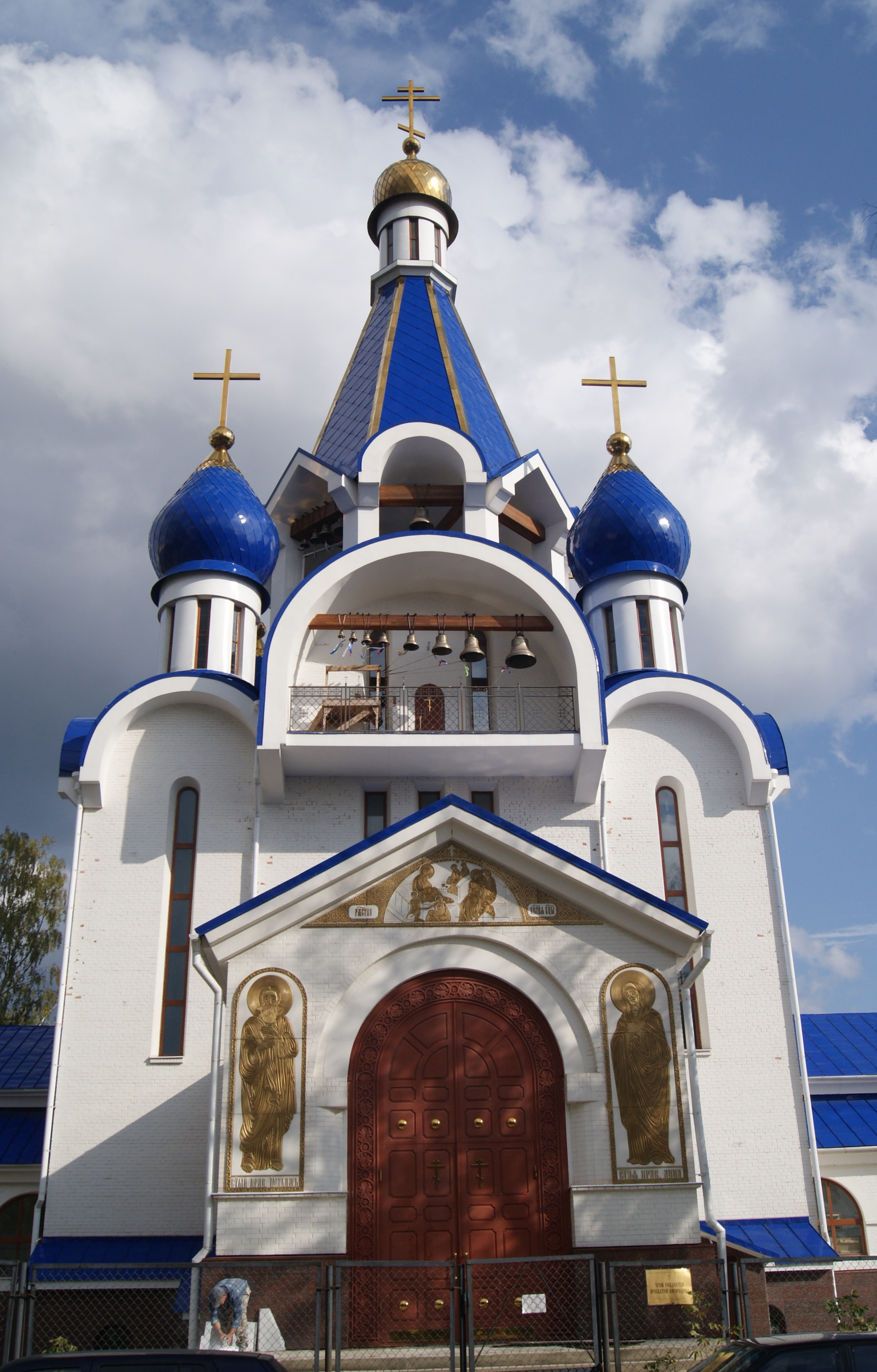
生神女聖堂
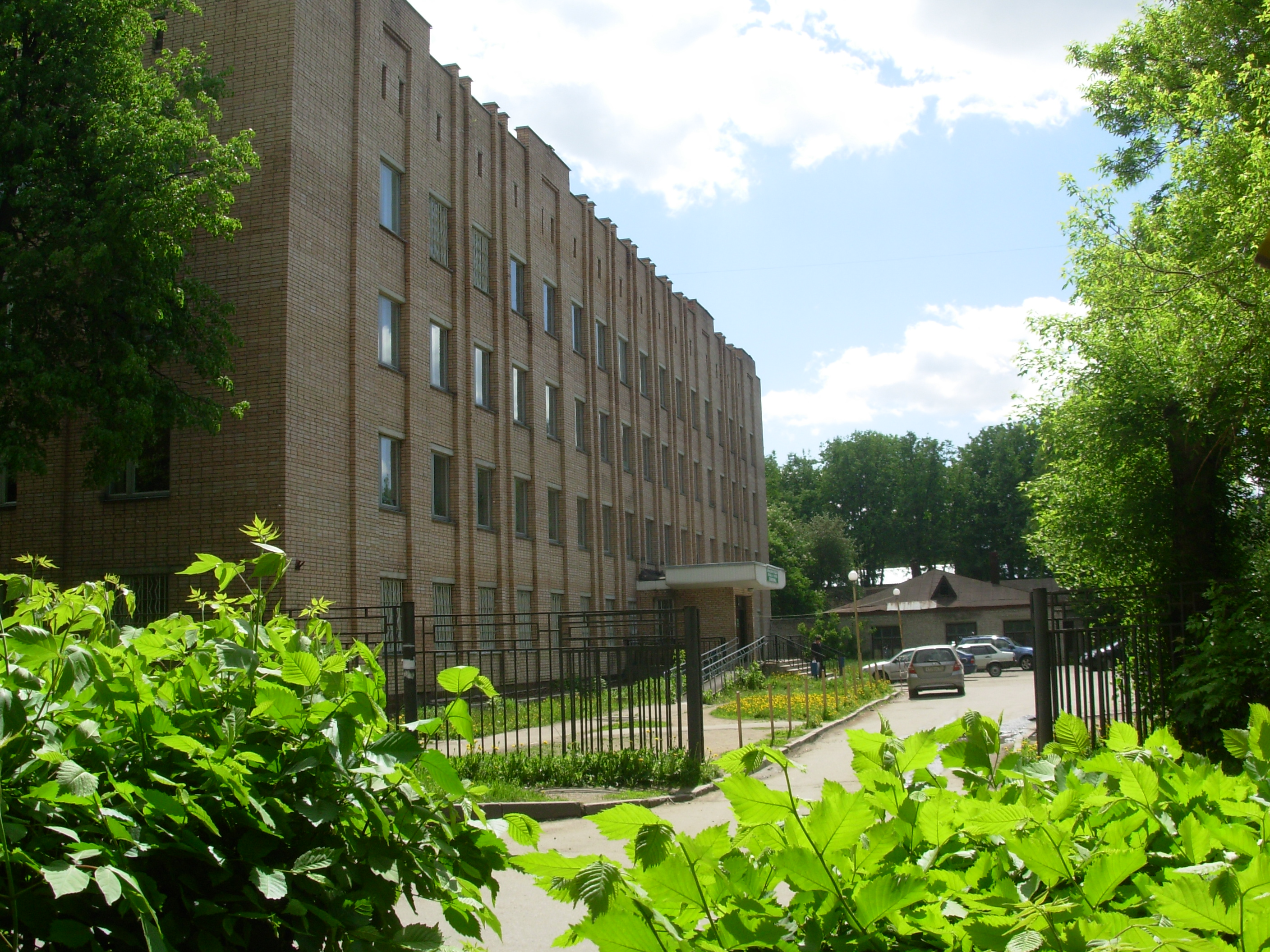
総合病院
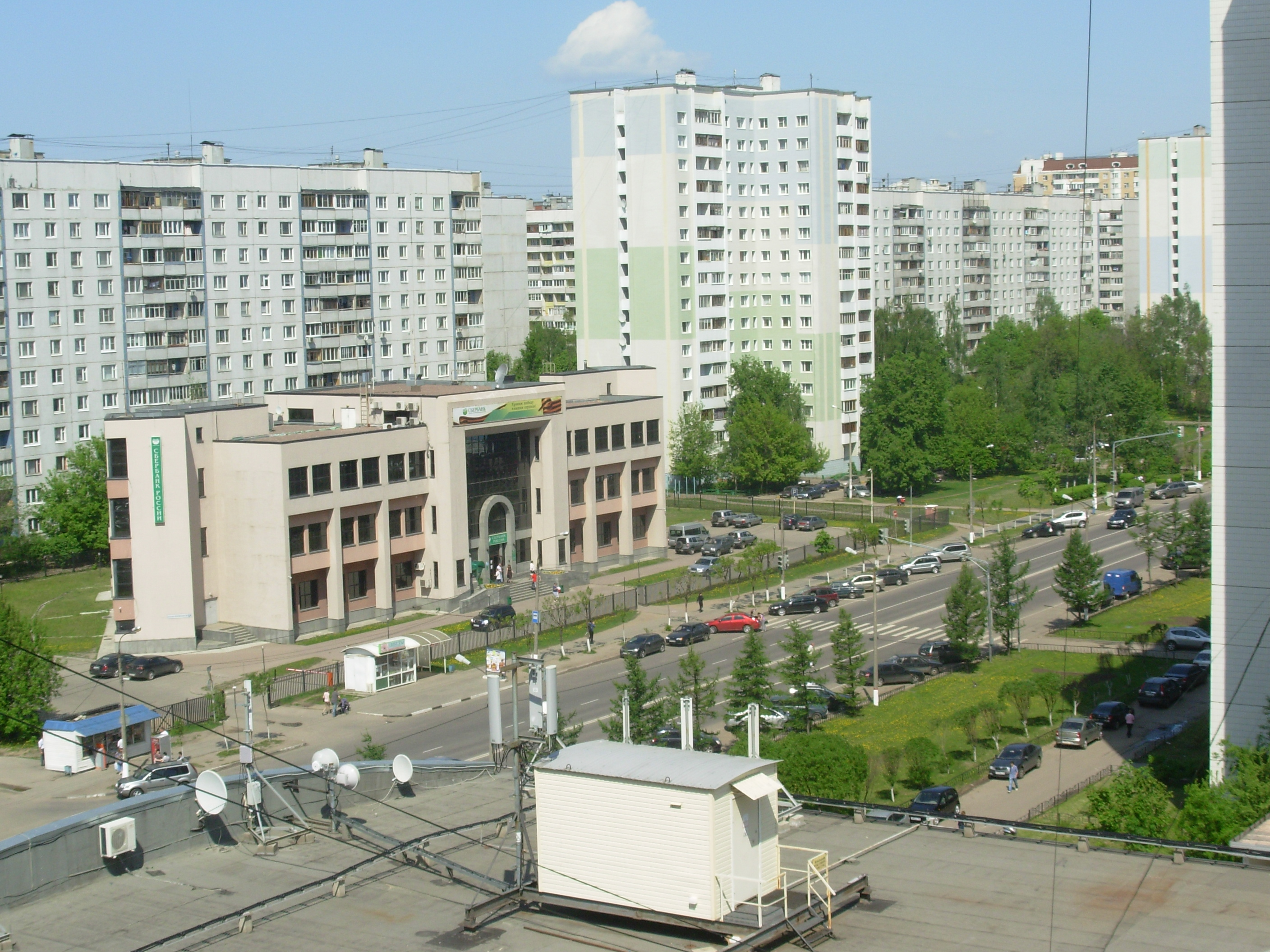
コスモノート大通り
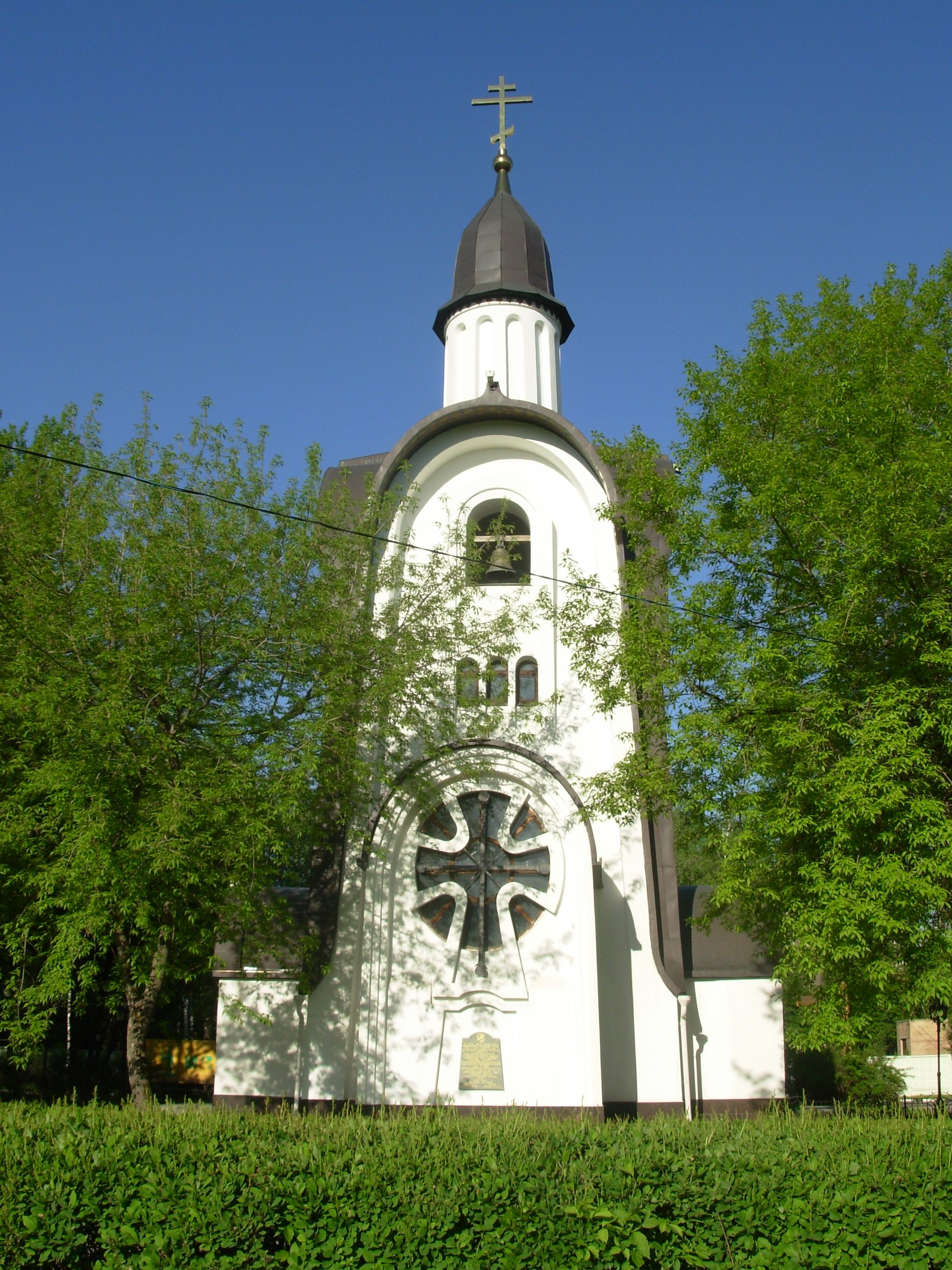
アレクサンドル・ネフスキー聖堂
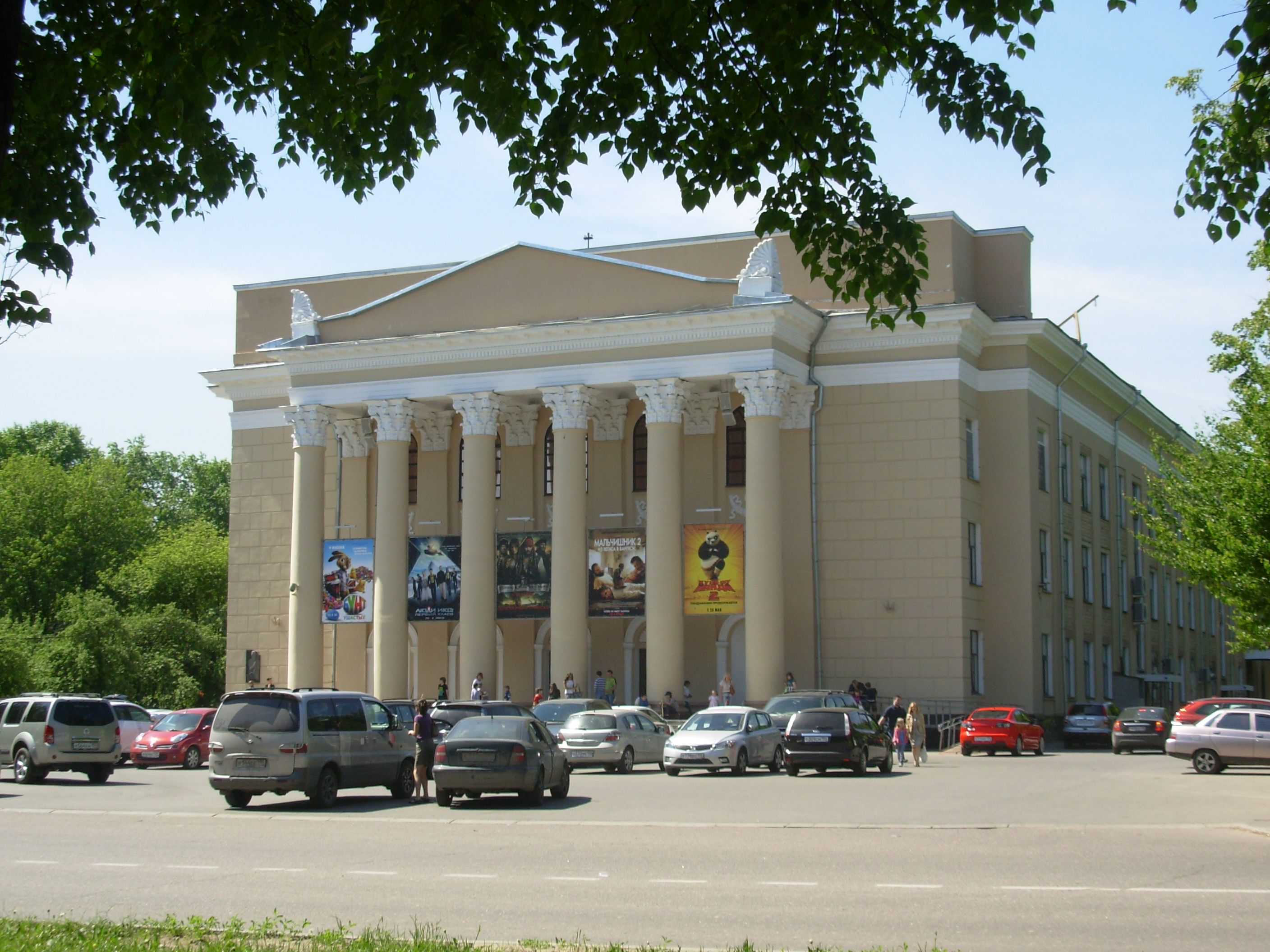
文化宮殿
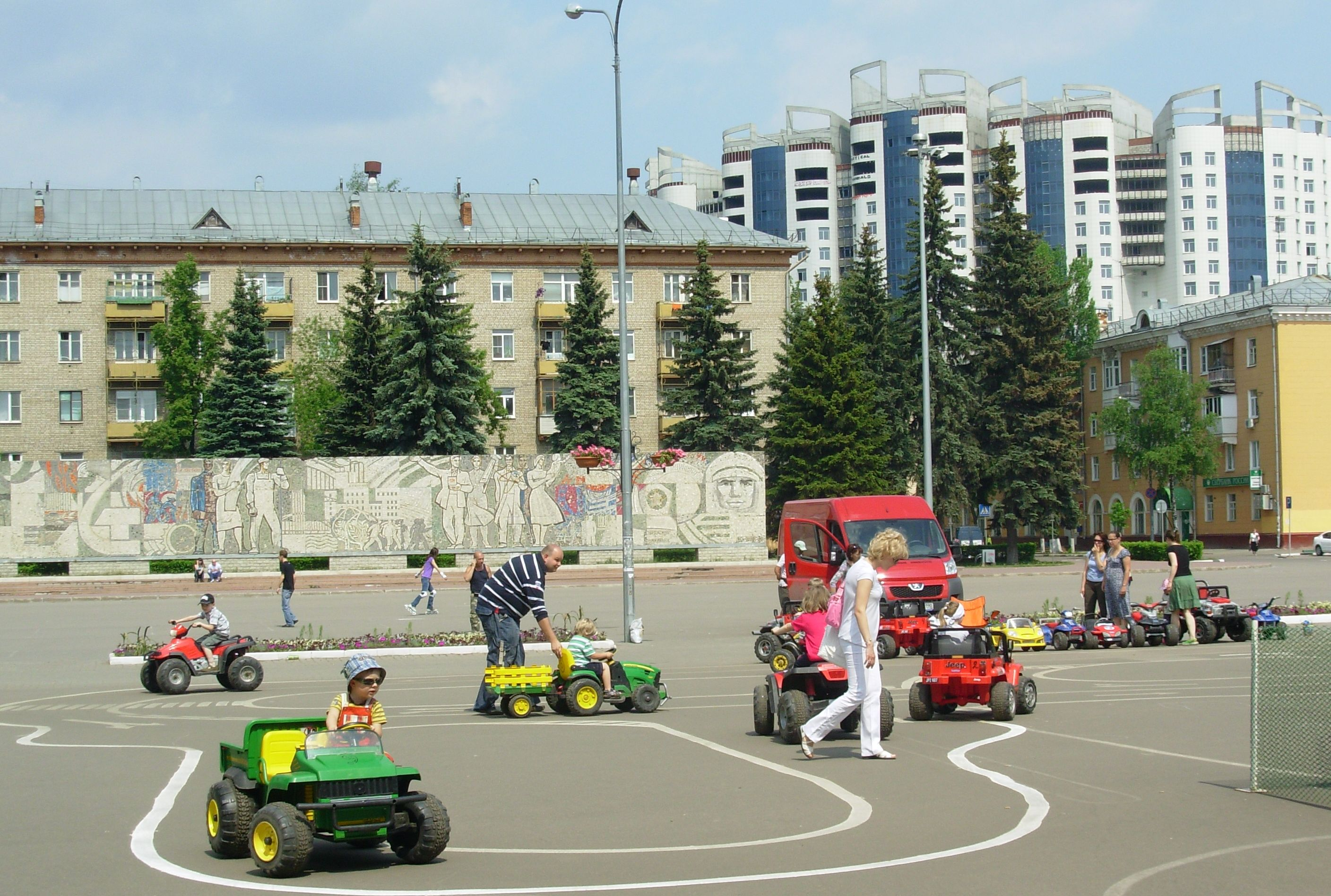
中央広場
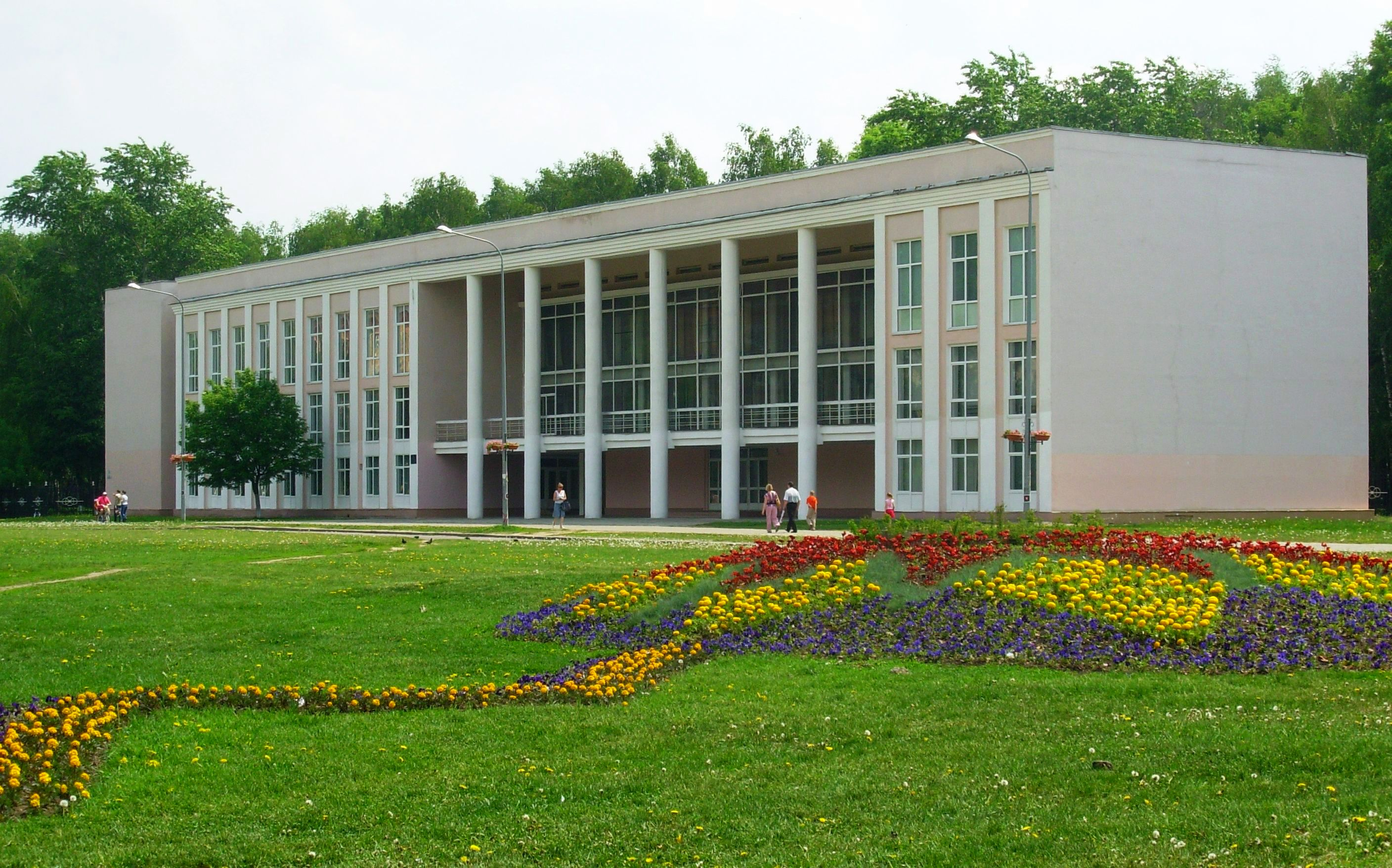
音楽学校